# Zsenikém – Az ügynök haláli
A Zsenikém – Az ügynök haláli (eredeti cím: Get Smart) 2008-ban bemutatott amerikai akció-vígjáték.

## Cselekménye
Maxwell Smart a CONTROL nevű titkosszolgálati szerv elemzője, aki csak a munkájának él és mindig is titkosügynök szeretett volna lenni. Az ügynökvizsgán tökéletesen megfelel, de főnöke elemzőként szeretné megtartani. Mígnem eljön az ő ideje. A Káosz nevű bűnszervezet megszerzi az egész ügynökség névsorát, így egy pillanat alatt lelepleződik az összes ügynök. Csak a Smart, a 86-os ügynök és párja, 99-es ügynök mentheti meg a CONTROL-t a pusztulástól.

## Szereplők
| Szerep                       | Színész                   | Magyar hang         |
| ---------------------------- | ------------------------- | ------------------- |
| Maxwell Smart (86-os ügynök) | Steve Carell              | Kassai Károly       |
| 99-es ügynök                 | Anne Hathaway             | Németh Borbála      |
| 23-as ügynök                 | Dwayne "The Rock" Johnson | Haás Vander Péter   |
| Főnök                        | Alan Arkin                | Fodor Tamás         |
| Siegfried                    | Terence Stamp             | Cs. Németh Lajos    |
| 91-es ügynök                 | Terry Crews               | Szűcs Sándor        |
| Larabee                      | David Koechner            | Orosz István        |
| Elnök                        | James Caan                | Ujréti László       |
| 13-as ügynök                 | Bill Murray               | Epres Attila        |
| Hymie                        | Patrick Warburton         | Faragó András       |
| Bruce                        | Masi Oka                  | Kálloy Molnár Péter |
| Lloyd                        | Nate Torrence             | Schnell Ádám        |
| Shtarker                     | Ken Davitian              | Pálfai Péter        |
| Krstic                       | David S. Lee              | Király Attila       |
| Dalip                        | Dalip Singh               | Hankó Viktor        |
| CIA-ügynök                   | Larry Miller              | Breyer Zoltán       |
| Alelnök                      | Geoff Pierson             |                     |
| Judy                         | Kelly Karbacz             |                     |